# Rave Un2 the Joy Fantastic
Rave Un2 the Joy Fantastic è il ventesimo album da studio del cantante e musicista statunitense Prince, pubblicato il 9 novembre 1999 dalle etichette NPG Records e Arista Records.

## Tracce
Testi e musiche di Prince, eccetto dove indicato.
1. Rave Un2 the Joy Fantastic – 4:18
2. Undisputed (feat. Chuck D) – 4:19
3. The Greatest Romance Ever Sold – 5:29
4. Segue – 0:04
5. Hot Wit' U (feat. Eve) – 5:11
6. Tangerine – 1:30
7. So Far, So Pleased (feat. Gwen Stefani) – 3:23
8. The Sun, the Moon and Stars – 5:15
9. Everyday Is a Winding Road – 6:12 (Sheryl Crow, Jeff Trott, Brian McLeod)
10. Segue – 0:18
11. Man'O'War – 5:14
12. Baby Knows (feat. Sheryl Crow) – 3:18
13. I Love U, but I Don't Trust U Anymore (feat. Ani Difranco) – 3:33
14. Silly Game – 3:29
15. Strange but True – 4:12
16. Wherever U Go, Whatever U Do – 3:15
17. Segue (Hidden Track) – 0:43
18. Prettyman (Hidden Track) – 4:23

## Classifiche
| Classifica (1999) | Posizione massima |
| ----------------- | ----------------- |
| Austria           | 44                |
| Belgio (Fiandre)  | 30                |
| Francia           | 37                |
| Germania          | 39                |
| Norvegia          | 37                |
| Italia            | 28                |
| Paesi Bassi       | 17                |
| Stati Uniti       | 18                |
| Svezia            | 49                |
| Svizzera          | 19                |